# خوان (بازیکن فوتبال، زاده ۱۹۸۰)
خوان (انگلیسی: Juanra؛ زادهٔ ۲۴ آوریل ۱۹۸۰) بازیکن فوتبال اهل اسپانیا است.
از باشگاه‌هایی که در آن بازی کرده‌است می‌توان به باشگاه فوتبال هرکولس، باشگاه فوتبال لوانته، و باشگاه فوتبال نومانسیا اشاره کرد.